# Bill Johnson (hudebník)
Bill Johnson (10. srpna 1872 Talladega, Alabama, USA – 3. prosince 1972 New Braunfels, Texas, USA) byl americký jazzový kontrabasista. Počátkem dvacátého století se přestěhoval do New Orleans, kde vedl soubor The Original Creole Orchestra. Ve dvacátých letech hrál v Chicagu v orchestru kornetisty Joea „King“ Olivera. Jeho mladším bratrem byl klavírista Dink Johnson.